# David O'List
David O'List (* 13. prosince 1948) je britský kytarista a zpěvák. V roce 1966 se stal členem skupiny The Attack, ze které však v roce 1967 odešel a začal vystupovat s kapelou The Nice, ze které odešel v roce 1968. V roce 1967 vystoupil jako náhrada za Syda Barretta při několika koncertech skupiny Pink Floyd. V letech 1971 až 1972 hrál se skupinou Roxy Music a v roce 1974 hrál na albu Another Time, Another Place zpěváka této skupiny Bryana Ferryho. Později působil ve skupině Jet a v roce 1977 odehrál evropské turné s Johnem Calem. V roce 1997 vydal sólové album Flight of the Eagle. Druhé sólové album Second Thoughts následovalo až v roce 2015.

## Sólová diskografie
- Flight of the Eagle (1997)
- Second Thoughts (2015)